# Milan Vuković
Milan Vuković, bosansko-hercegovski general, * 19. junij 1920, † ?.

## Življenjepis
Leta 1941 se je pridružil NOVJ in KPJ; med vojno je bil politični komisar več enot.
Po vojni je bil politični komisar divizije, načelnik štaba korpusa,...